# Stantonia flava
Stantonia flava är en stekelart som beskrevs av William Harris Ashmead 1904. Stantonia flava ingår i släktet Stantonia och familjen bracksteklar. Inga underarter finns listade i Catalogue of Life.